# 西奧馬基 (斯拉武塔區)
50°25′27″N 27°4′20″E / 50.42417°N 27.07222°E
西奧馬基（烏克蘭語：Сьомаки）是位於烏克蘭西部赫梅利尼茨基州裏舍佩蒂夫卡區的村莊，面積2.18平方公里，海拔高度224米，2001年人口466，人口密度每平方公里213.8人。